# Casama innotata
Casama innotata is een vlinder uit de familie van de Spinneruilen (Erebidae), uit de onderfamilie van de Donsvlinders (Lymantriinae). De soort is voor het eerst wetenschappelijk beschreven als Spilosoma innotatas door Francis Walker in een publicatie uit 1855.
De soort komt voor in Zuid-Europa, de noordelijke helft van Afrika, het Midden-Oosten en Zuid-Azië waaronder Malta, de Canarische Eilanden, Marokko, Algerije, Libië, Egypte, Westelijke Sahara, Mauritanië, Niger, Tsjaad, Ethiopië, Somalië, Senegal, Israël, Palestina, Jordanië, Saudi-Arabië, Verenigde Arabische Emiraten, Oman, Jemen, Iran, Afghanistan, Pakistan en India.